# Pär Engsheden
Pär Rune Viktor Engsheden, född 8 februari 1967 i Brämaregårdens församling, Göteborg, är en svensk modedesigner. 
Engsheden har bland annat designat de klänningar som kronprinsessan Victoria bar på Nobelfesten 2007, 2008 och 2014. Det var även Engsheden som designade den brudklänning som Victoria bar vid sitt bröllop med Daniel Westling 2010. Den röda, djupt urringade klänning som han skapade åt prinsessan Madeleine 2002 blev mycket omtalad.
Engsheden gick på Beckmans modelinje 1988–1991.
Han tilldelades 2013 medaljen Illis Quorum av åttonde storleken.
Engsheden formgav den klänning med handsydda fjärilar som Victoria bar vid Te Deum i Slottskyrkan i samband med 40-årsfirandet den 14 juli 2017.